# Operacja świrsko-pietrozawodzka
Operacja świrsko-pietrozawodzka – operacja ofensywna Armii Czerwonej przeprowadzona w czasie II wojny światowej i trwająca od 21 czerwca do 9 sierpnia 1944 roku. Część operacji wyborsko-pietrozawodzkiej została przeprowadzona przez wojska lewego skrzydła (32 Armii i 7 Armii) Frontu Karelskiego we współdziałaniu z Flotyllą Ładoską i Flotyllą Oneską. Wskutek tej operacji wojska radzieckie posunęły się 110-250 km w głąb Finlandii, skłaniając ją do wycofania się z wojny.

## Cele operacji
Celem operacji było rozgromienie sił niemiecko-fińskich w południowej Karelii i przywrócenie granicy państwowej ZSRR z 1940 roku. Co do swojego charakteru, operacja była dokonaniem wyłomu w obronie przeciwnika z forsowaniem dużej przeszkody wodnej, rzeki Świr i natarciem w trudnych warunkach topograficznych. Sowieci mieli bić się głównie w rozległych lasach bez dróg. Na Przesmyku Karelskim lasy stanowiły problem, który narastał na  froncie za jeziorem Ładoga, gdzie działania w zwartym i dzikim lesie były mocno utrudnione. Sowieci postawili na pancerny taran jako główne narzędzie walki, mimo że teren niemal w ogóle nie sprzyjał działaniom pancernym. Jednak używanie samej piechoty oznaczałoby olbrzymie straty, przypominające najgorsze doświadczenia z wojny zimowej 1939/1940. W konsekwencji, do operacji nazwanej przez Sowietów świrsko-pietrozawodzką, wyznaczono pokaźne siły pancerne. Na najmniej istotnym odcinku frontu, na północy, miał działać Front Karelski w sile dwóch armii. 7 Armia na przesmyku pomiędzy jeziorami Ładoga i Onega z rubieży rzeki Świr, natomiast 32 Armia 300 km dalej na północ, z rubieży Kanału Białomorskiego i północnego skraju jeziora Onega. 32 Armii oddano do dyspozycji jedynie 34 czołgi, w tym sześć ciężkich. Na froncie na Świrze, obsadzonym przez 7 Armię, Sowieci skoncentrowali już 258 czołgów, w tym 68 ciężkich czołgów KW i IS, a także 84 ciężkich dział samobieżnych ISU.
W rezerwie pozostawało kolejnych 107 czołgów. Zdecydowano się tam działać w siłowy sposób, wysyłając jeden oddział po drugim wzdłuż jedynej drogi prowadzącej w głąb fińskich pozycji.
Do sforsowania rzeki Świr wykorzystano 189 pływających łazików amerykańskich z 275 batalionu amfibii, które miały zapewnić szybkie środki transportowe dla 300. gwardyjskiego pułku strzelców z 99. Gwardyjskiej Dywizji Strzelców. Wspierały je przestarzałe czołgi T-37 i T-38 z 92. samodzielnego pułku czołgów.
Pomiędzy obiema armiami Frontu Karelskiego – 7 i 32, na początku tej operacji nie było bezpośredniej łączności taktycznej. W sumie wojska grupy operacyjnej Frontu Karelskiego 21 czerwca 1944, czyli w pierwszym dniu tej operacji liczyły: 184 tysiące żołnierzy, 223 czołgi i działa pancerne oraz 854 samoloty.

## Przygotowania

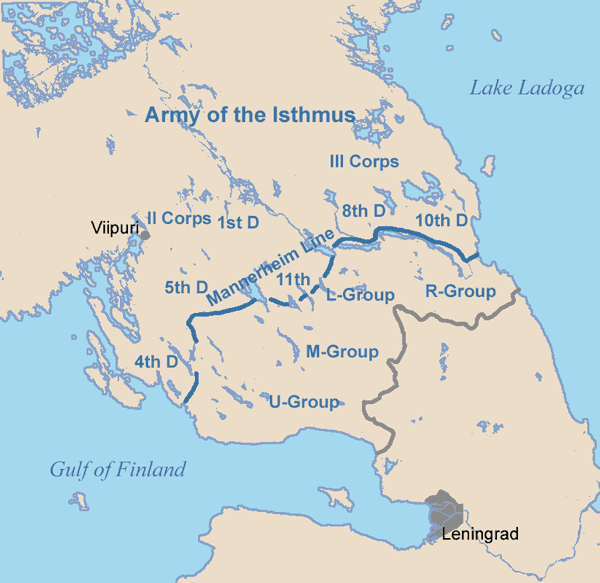
Pozycje Armii Fińskiej na Przesmyku Karelskim w 1940 r.

12 lipca dowództwo Frontu Leningradzkiego wydało rozkaz 21 i 23 Armiom przejścia do obrony. Na tym właściwie zakończyły się aktywne działania bojowe na Przesmyku Karelskim. Radzieckie wojska jeszcze nie wyczerpały możliwości do najdalszego natarcia i przejście do obrony było podyktowane względami politycznymi.

### Obrona fińska
Fińskie wojska jeszcze w grudniu 1941 roku przystąpiły do budowy głęboko rozbudowanego systemu fortów na przesmyku między jeziorem Ładoga i Onega (dawnych pozycji Armia Przesmyku Karelskiego). Rozbudowa trwała do lata 1944 roku.
Pierwszy pas obronny Finów rozmieszczony był bezpośrednio na północnym brzegu rzeki Świr. Składał się z dwóch-trzech linii okopów, oszalowanych żerdziami. Wykopy osłaniały zapory z drutu kolczastego w kilku szeregach. W licznych miejscach przy brzegu rzeki były zatapiane specjalne rogatki, oplątane drutem kolczastym. Najbardziej dogodne miejsca do wysadzenia desantu, Finowie dosłownie naszpikowali minami.
Drugi pas obrony przechodził według linii Czepiga – Miegriega – Miegrozjero. Składał się z kilku punktów oporu, rozmieszczonych na drogach ruchu wojsk. Potężny węzeł obrony znajdował się w okręgu Miegrozjero, jedną flanką wpierał w las, gdzie nie było dróg. Ruch wojsk i techniki bojowej tu był wykluczony. Inną flankę przykrywało bagno. Przed przednim brzegiem rozmieszczane były przeciwpancerne przeszkody, pola minowe, granitowe głazy. Stanowiska strzeleckie znajdowały się na wzniesieniach. Dla osłony żołnierzy i oficerów od artyleryjskiego ognia i bombardowań z powietrza były zbudowane żelbetonowe schronienia, zaopatrzone w energię elektryczną, telefony, wodę i ogrzewanie.
Jeszcze potężniejszy węzeł obrony znajdował się w okręgu Sumbatuksy. Tu, oprócz bunkrów, było dużo żelbetonowych punktów ogniowych przystosowanych do obrony okrężnej. Na każdy kilometr frontu przypadało pięć takich bunkrów. W głębokiej obronie, na brzegach rzek Tułoksa i Wodła przy Pitkiaranty i przy stacji Łojmoła też były przygotowywane bardzo potężne pozycje.
Na terenie od Podporożja do Ładoga Finowie zbudowali rozgałęzioną sieć dróg utwardzonych i leśnych. Normalnie pracował tor kolejowy Miedwieżjegorsk – Pietrozawodzk – Swirstroj. W dobrym stanie znajdowała się szosa Łodiejnoje Pole – Ołoniec – Widlica.
Do kwietnia 1944 roku umocnienia na przesmyku zajmowało fińskie ugrupowanie "Ołoniec", w składzie IV korpusu wojskowego i brygady brzegowej obrony Ładogi.

### Przygotowania ZSRR
Z początku 1944 roku Finom na Świrze przeciwstawiała się:
- 7 Armia pod dowództwem generała-lejtnant A.J. Krutikowa. W składzie sześć dywizji:
  - 21 Dywizja Strzelecka
  - 67 Dywizja Strzelecka
  - 114 Dywizja Strzelecka
  - 272 Dywizja Strzelecka
  - 314 Dywizja Strzelecka
  - 368 Dywizja Strzelecka

oraz trzy brygady piechoty morskiej
- 3 Brygada Piechoty Morskiej
- 69 Brygada Piechoty Morskiej
- 70 Brygada Piechoty Morskiej

Rejony umocnione:
- 150 Rejon Umocniony
- 169 Rejon Umocniony

Rejon umocniony stanowił równoważnik dywizji piechoty.
W czerwcu 1944 roku Stawka przerzuciła tu:
- 37 Korpus Strzelecki gwardii,
- 99 Korpus Strzelecki
- 94 Korpus Strzelecki
- 7 Dywizję artyleryjską przełomu,
- dwie brygady pancerne,
- trzy samodzielne pułki pancerne
- trzy pułki ciężkich samobieżnych dział artyleryjskich,
- oddzielną kompanię samochodów pancernych,
- gwardyjską brygadę reaktywnych miotaczy min ("Katiusza"),
- dwie brygady inżyniersko-saperskie,
- dwa samodzielne bataliony pontonowo-samochodowe
- 40 Dywizja artylerii przeciwlotniczej.

Z rezerw Frontu Karelskiego z kandałakszaskiego kierunku na Świr skierowano 127 lekki korpus strzelecki.
Dla zabezpieczenia ofensywnej operacji z powietrza wydzielono 588 samolotów 7 Armii Lotniczaej. Oprócz tego, w czasie forsowania Świru 13 Armia Lotnicza Frontu Leningradzkiego powinna wykonać dwa naloty po 75 bombowców w każdym.
W okręgu Nowa Ładoga skoncentrowała się Flotylla Ładoska, zaś na jeziorze Onega i rzece Wodła Flotylla Oneska. Miały one wspierać ogniem artylerii okrętowej wojska nacierające z flanek.

## Przebieg operacji

### ForsowanieŚwiru
Początkowo nadejście na Świr planowane było na 25 czerwca, ale Stawka niespodziewanie przeniosła ten termin na 20 czerwca. Jednym z najważniejszych warunków sukcesu operacji było zniszczenie zapory elektrowni wodnej „Świr-3”. Wykonanie tego zadania powierzono lotnictwu Flota Bałtycka, której postawiono dwa cele:
- zmniejszyć poziom wody na rzece Świr powyżej od miejsca zapory i tym samym ułatwić 368 Dywizji Strzeleckiej forsowanie rzeki,
- zlikwidować groźbę zatopienia miejscowości w dolnym biegu rzeki.

Do zniszczenia zapory przewidziano 55 bombowców. Ich załogi przeszły przygotowanie na specjalnie urządzonym poligonie, po czym samoloty skrycie skoncentrowały się w okręgu Nowej Ładogi. Planowano wykonać nalot na zaporę z zastosowaniem wielkokalibrowych bomb i min.
20 czerwca o 10:05 grupa bombowców wykonała pierwsze uderzenie na zaporę. Potem podążyła seria nowych uderzeń. Razem z 250-, 500- i 1000-kg bombami, zrzucano morskie miny. Razem lotnictwo floty dokonało 123 samolotolotów, zużywszy 64 wielkokalibrowe bomby i 11 min. Zapora została zburzona. Wodny wał dosłownie zmył fińskie forty, rozmieszczone przy samym brzegu poniżej zapory.
21 czerwca o 8 rano salwa katiusz rozpoczęła bombardowanie. O 8:05 nad fińskimi pozycjami ukazały się bombowce i samoloty szturmowe. Bombardowanie trwało 30 minut. O 8.30 otworzono ogień 1595 dział i moździerzy kalibru 76 mm i wyżej. W rejonie wyłomu średnia gęstość wynosiła 133 dział na kilometr frontu. Artyleryjskie przygotowanie trwało około trzech i pół godziny. Zużyto 1200 wagonów pocisków i min.
O godzinie 11 od lewego brzegu Świru odbiły setki łodzi i tratw, na których szczelnie siedzieli czerwonoarmiści. Natychmiast otworzyły ogień wszystkie ocalałe punkty ogniowe Finów. Na tratwach i łodziach siedziały manekiny, przesuwane w wodzie przez niedużą liczbę ochotników. Fałszywa przeprawa pomogła ujawnić ogniowe punkty Finów.
O 11:47, 360 bombowców i samolotów szturmowych 7 Armii Lotniczej i 13 Armii Lotniczej wykonało powtórnie nalot na niezniszczone fińskie forty. Po tym wykonała 15-minutowy ogniowy nalot artyleria. Około godziny 12 zaczęło się forsowanie Świru. Pierwsi zaczęli przeprawę żołnierze 98 i 99 Dywizji Strzeleckiej, a także 272 i 114 Dywizji Strzeleckiej.
Po całej rzece na długości 25 kilometrów ukazały się tratwy, łodzie, pływające samochody i czołgi. Finowie prowadzili bezładny ogień karabinowy. Trochę strzałów oddało dwie-trzy baterie moździerzowe. Siły Finów pośpiesznie odchodziły na drugą rubież obrony. Do godziny 16, 21 czerwca wojska sowieckie zawładnęły na prawym brzegu Świru przyczółkiem głębokością do 2,5–3 km.

### Dalsze działania
22 czerwca ze strony jeziora Ładoga w Świr weszły rzeczne parowce "Tytan", "Hasan", "Wies'jegorsk", "Szyman" i "Gorłowka" z barkami. Przeszły pod ogniem przeciwnika przez minowe zapory po rzece do miejsca desantu i następnego dnia przystąpiły do przerzutu na prawy brzeg rzeki wojsk i sprzętu. O godzinie 16 w okręgu Kanoma zaczął funkcjonować wielki prom z dwóch barek, holowanych parowcem. Pierwszym rejsem przewiózł on 15 czołgów T-34 i 14 dział samobieżnych SU-152.
Również 22 czerwca wojska 7 Armii kontynuowały natarcie. 365 Dywizja, odrzuciwszy przeciwnika z przyczółka, który zajmował na południowym brzegu, sforsowała Świr w okręgu Woznjesjeńja. Dywizję wspierała ogniem Flotylla Oneska. 99 Korpus zajął rejonowe centrum Podporożje i też przeprawił się przez rzekę.
Do końca dnia Świr był sforsowany od jeziora Onega do Ładoga. Dążąc do zachowania swojej siły, Finowie zaczęli pośpiesznie wycofywać 8 i 5 Dywizji i 15 Brygadę na drugą, główną linię obrony Miegriega – Sumbatuksa i Sarmiagi – Czepiga, a 7 dywizję – na Pietrozawodsk. Odejście osłaniały silne oddziały osłonowe. Cofając się, Finowie wysadzali mosty, urządzali zwały, minowali drogi.
Rankiem 23 czerwca 4 Korpus Strzelecki i 37 Korpus Strzelecki prowadziły walki w pasie przedpola drugiej linii obrony przeciwnika w okręgu Sumbatuksa – Miegriega – Sarmiagi – Czepiga. 99 Korpus po przeprawie przez Świr w okręgu Podporożja nie spotkał zorganizowanego oporu Finów. Kolumnami marszowymi wojska ruszyły po leśnej drodze do Kotkozjeru i wyszły tam na szosę Pietrozawodsk – Ołoniec. W tym samym czasie Flotylla Ładoska wysadziła desant w międzyrzecze Tułoksy i Widlicy na tyłach fińskiej obrony dla wsparcia wojska, które nacierały od frontu. Przy wsparciu statków i lotnictwa desant zablokował linię kolejową i szosę Ołoniec na Pitkiarant. Desantowanie przeszło pomyślnie.
Finowie skierowali do miejsca radzieckiego desantu części 15 Brygady Piechoty i samodzielny  batalion jegierski. Silnymi kontratakami Finowie próbowali zapędzić desant w jezioro, ale im się to nie udało. Następnego dnia desantowała tam jeszcze 3 Brygada  piechoty morskiej. Flotylla Ładoska wspierała desant ogniem swojej artylerii. Wszystkie ataki Finów zostały odparte.
Desant na tyłach fińskich wojsk i obejście ich głównego pasa obrony wojskami 99 korpusu stworzyło realną groźbę otoczenia 5 i 8 Dywizji fińskich. Dlatego dowództwo przeciwnika było zmuszone w noc na 24 czerwca wycofać je na zachodni brzeg Widlicy.
25 czerwca napierając na odchodzących Finów, część 37 Korpusu Strzeleckiego Gwardii zajęła Ołoniec. Następnego dnia  Korpus wszedł do Nurmolica, 28 i 29 czerwca walczył z oddziałami 8 Dywizji fińskiej w okręgu Torosozjero, a 30 czerwca doszedł do rzeki Widlica między Iwasjelgoj i Większymi Górami.
99 Korpus do 30 czerwca prowadził walki w okręgu Wodłoziero. 4 Korpus 25 czerwca zajął silne węzły oporu Sarmiaga i Czepiga i szybko posuwał się brzegiem jeziora Ładoga. 26 czerwca 272 Dywizja Strzelecka wyszła do rzeki Tułoksa, a następnego dnia połączyła się z desantem, który utrzymywał przyczółek między Tułoksoj i Widlicej. Część 15 Brygady i 5 Dywizji fińskich były odrzucone za Widlicę i zajęły obronę na jej zachodnim brzegu.

### Odznaczenia
Za pomyślne forsowanie rzeki Świr liczni żołnierze 272 Dywizji byli odznaczeni orderami i medalami, jedenastu otrzymało tytuł Bohater Związku Radzieckiego.

### Dalsze działania
W rezerwie frontu znajdował się 127 Lekki Korpus Strzelecki i 94 Korpus Strzelecki, które w walkach o Świr nie brały udziału. Stawka wyprowadziła 94 Korpus ze składu Frontu Karelskiego i przerzuciła go na inny front.
30 czerwca z wyjściem wojsk 7 Armii na rzekę Widlica zakończył się pierwszy etap natarcia na kierunku świrsko-ołonieckom. Na prawej flance armii radzieckie wojska po forsowaniu Świru wypierały cofających się Finów w kierunku od Woznjesjeńje na Szełtozjero i Pietrozawodsk. Tam nacierała 368 Dywizja Strzelecka, 69 Brygada Strzelecka i oddziały 150 rejonu umocnionego.
W ostatnich dniach czerwca, wyzwolono przedwojenną stolicę radzieckiej Karelii, zajęty 1 października 1941 roku przez Finów Pietrozawodsk i odblokowano w ten sposób magistralę kolejową do Murmańska.
Ogółem w jednostkach tych znajdowało się 628 czołgów i dział pancernych. Według zestawień sowieckich wyższego szczebla, na Przesmyku Karelskim stosunek czołgów sięgał 7:1 (558 do 80), na rzece Świr 20:1 (360:18), a na północnym odcinku 4,5:1 (36:8).